# Ledvice
Ledvice är en stad i Tjeckien.   Den ligger i regionen Ústí nad Labem, i den nordvästra delen av landet, 70 km nordväst om huvudstaden Prag. Ledvice ligger 210 meter över havet och antalet invånare är 516.
Terrängen runt Ledvice är kuperad åt sydväst, men åt nordost är den platt.Runt Ledvice är det ganska tätbefolkat, med 65 invånare per kvadratkilometer. Närmaste större samhälle är Most, 13,2 km sydväst om Ledvice. Omgivningarna runt Ledvice är en mosaik av jordbruksmark och naturlig växtlighet.